# Halothamnus iliensis
Halothamnus iliensis es una especie de planta herbácea del género Halothamnus, que ahora está incluido en la familia Amaranthaceae, (anteriormente Chenopodiaceae). Es originaria de Asia.

## Descripción
Halothamnus iliensis es una planta anual con ramas de color azulado-verdoso y con rayas pálidas. Las hojas medio cilíndricas son lineales y largas de hasta 50 mm. Las flores son de 3,8-4,6 mm de largo, más cortas que sus brácteas y bractéolas, con los tépalos lanceolados, sus márgenes son membranosos en el ápice y claramente más amplios que el lateral.  El fruto alado es de 10-15 mm de diámetro, los lóbulos del tépalo con quillas gruesas y esponjosas, formando un cono con cinco radios. El tubo de la fruta tiene lados cóncavos con los cantos marcadamente prominentes (venas). En las partes bajas de las plantas, los frutos son más pesados con menor tamaño de las alas, en los frutos de la parte superior son más ligeros, con alas más grandes.

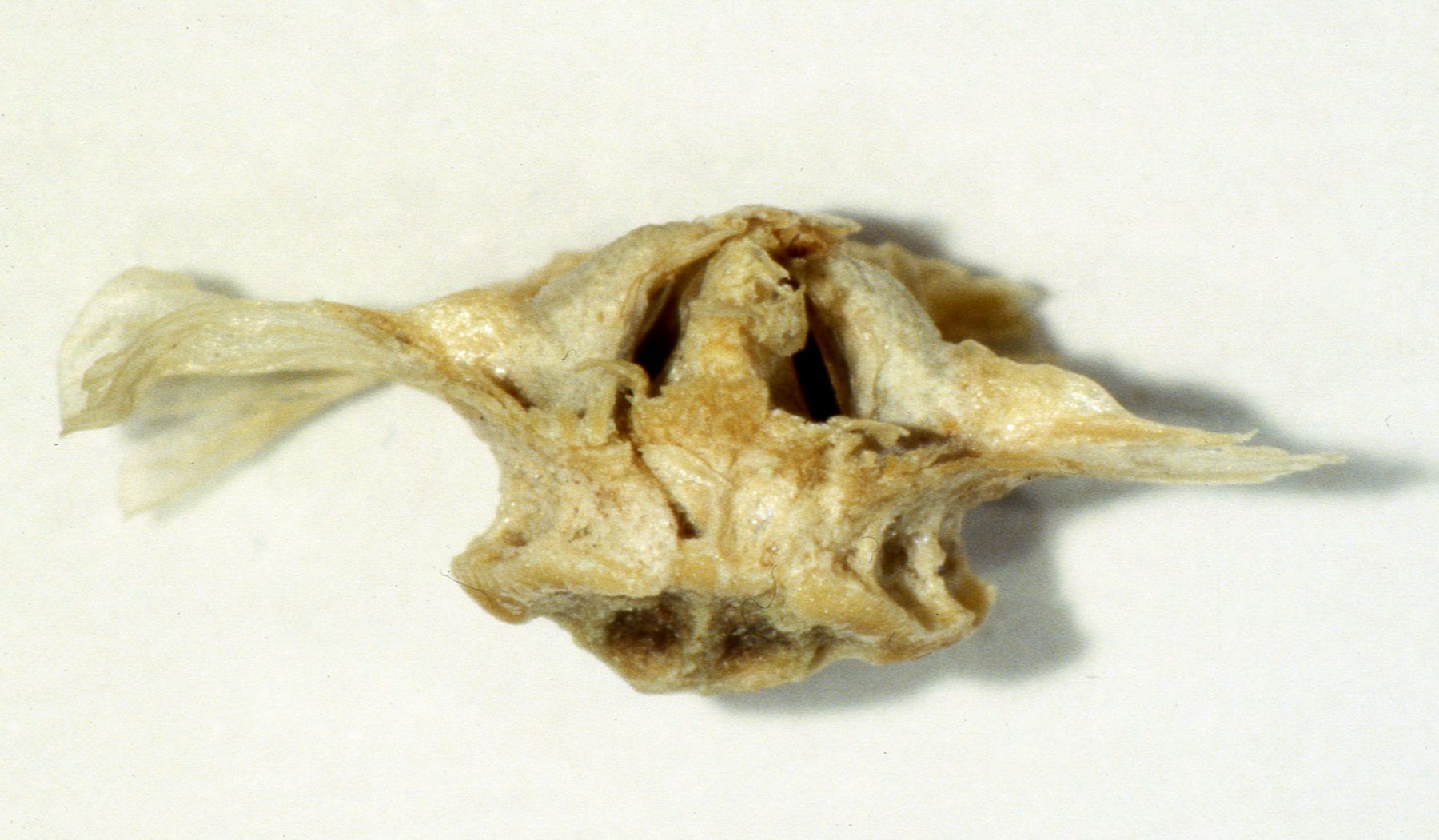
fruto (vista lateral)
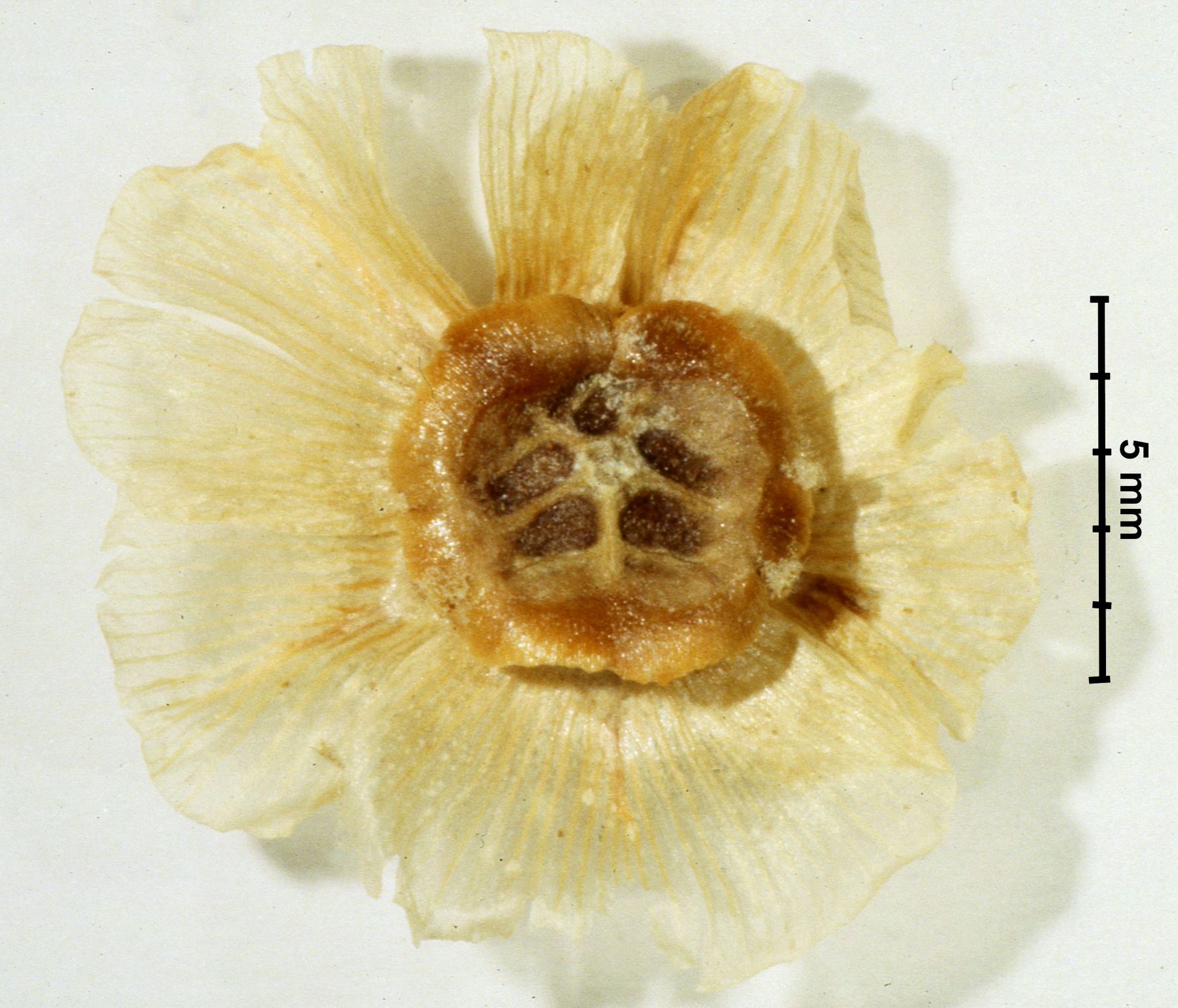
fruto (base)
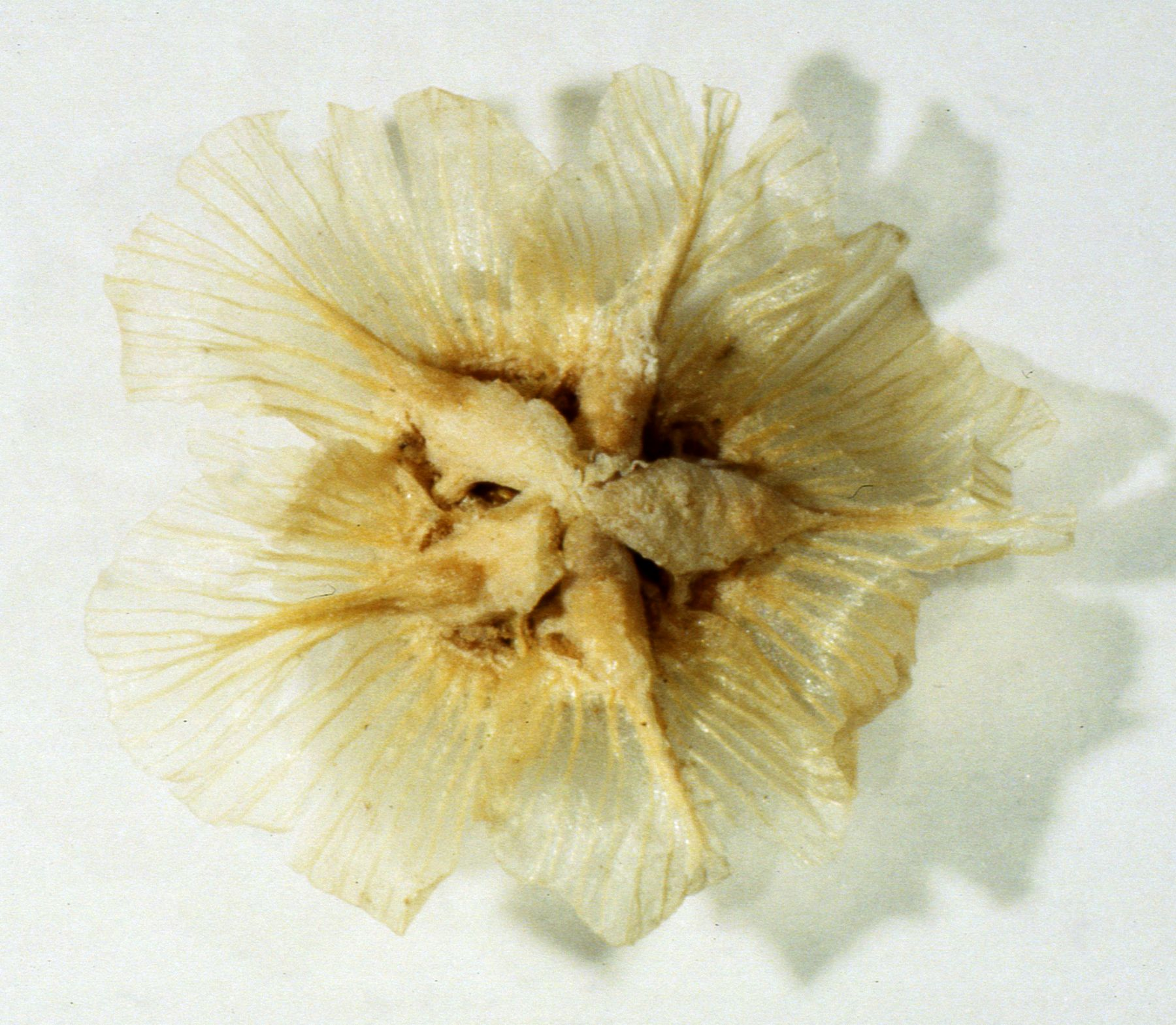
fruto (cima)

## Distribución
El área de distribución de Halothamnus iliensis se extiende desde Kazajistán, Turkmenistán, Uzbekistán, el norte de Afganistán a Tayikistán y Kirguizistán. Crece en los semidesiertos arenosos, arcillosos, pedregosos o, a menudo en los suelos salinos, a una altitud de hasta 850 m sobre el nivel del mar.

## Taxonomía
Halothamnus iliensis fue descrita por (Lipsky) Botsch., y publicado en Bot. Mater. Gerb. Bot. Inst. Komarova Akad. Nauk SSSR 18: 156, en el año 1981.
Etimología
Halothamnus: nombre genérico que deriva de las palabras griegas  ἅλς  (halo) = "salino" y θαμνος (thamnos) = "arbusto" lo que significa "arbusto de la sal", y se refiere tanto a los lugares de crecimiento a menudo salados, así como la acumulación de sal en las plantas.
iliensis: epíteto geográfico que alude a su localización en Ilión.
Sinonimia
- Salsola iliensis Lipsky
- Aellenia iliensis (Lipsky) Aellen[2]